# 特拉维夫市政厅
特拉维夫市政厅位于以色列特拉维夫，设有市长办公室和特拉维夫市议会的会议室和办公室。

## 历史

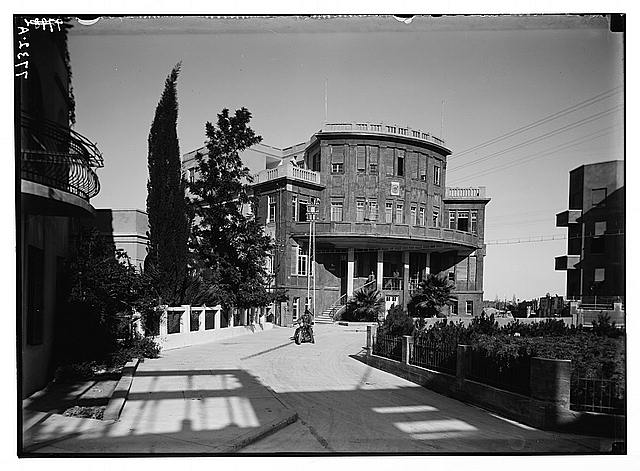
旧特拉维夫市政厅，20世纪30年代

特拉维夫市政机构最初位于罗斯柴尔德大道。当需要更多的办公空间时，租用了比亚利克街的一间无利可图的酒店，靠近民族诗人比亚利克的家附近，由Skura 家族建于1924年。1928年，特拉维夫市买下了酒店。后来，在底层设立了一个法庭。
新市政厅是由建筑师梅纳赫姆·科恩设计于20世纪50年代，为粗野主义风格。大楼脚下的大型广场被设计为公共活动和仪式的中心区域。它位于伊本·盖比鲁勒街。

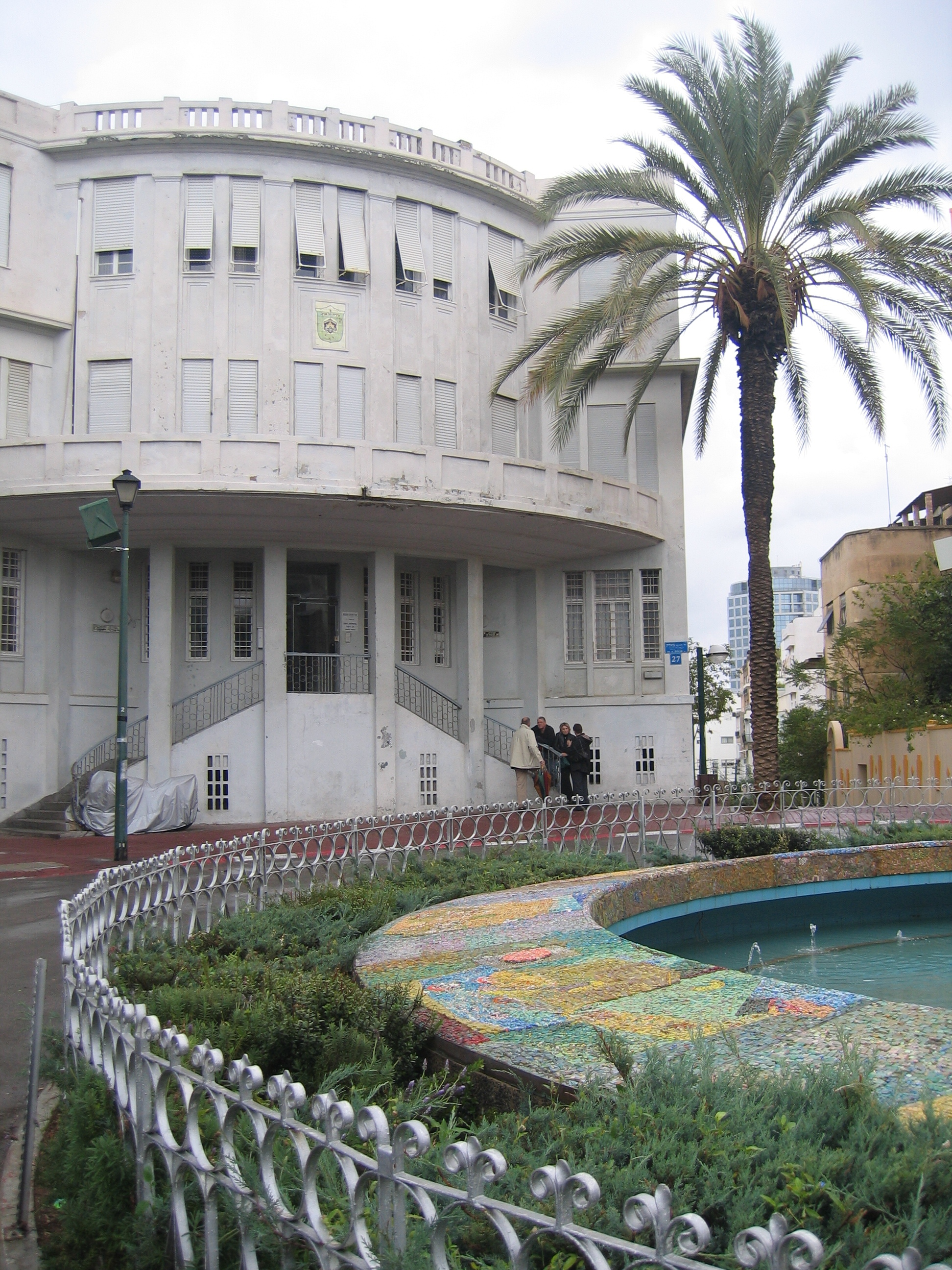
2007年

1972年，旧楼改为特拉维夫历史博物馆。2006年，市政府聘请了一家建筑公司，对其进行修复。